# 비디오 게임 글쓰기
비디오 게임 글쓰기는 비디오 게임에 필요한 극본을 쓰는 예술 활동을 말한다. 스크린라이팅과 비슷하게 일반적으로 프리랜서 직업이다. 대부분의 비디오 게임의 비선형적, 상호작용성 때문에 영화를 위한 글쓰기와는 여러 차이가 있으며 비디오 게임 디자이너와 성우와 함께 밀접하게 일을 해야한다.

## 작가
비디오 게임을 쓰는 사람들은 제작 전 기간 중에는 디자인 팀에 속하며 비디오 게임의 주요 줄거리를 만들지만 다이얼로그, 캐릭터 제작 및 개발, 세계 설정에 집중할 수도 있다.
게임 개발 과정 중에 디자인은 변화할 수 있으며 비디오 게임 작가는 궁극적인 내레이션 문제를 수정해줄 것을 요청받을 수도 있다.

## 같이 보기
- 비주얼 노벨